# Club Deportivo La Salle
Club Deportivo La Salle era un club de fútbol establecido en San Pedro Sula, Honduras que juega sus partidos como local en el Estadio Francisco Morazán.

## Historia
Durante su historia han sufrido un cambio de nombre, cuando en 1966 se pasaron a llamar San Pedro.

## Logros
- Segunda división

Subcampeonatos (2): 1969-70, 1973